# كايو هيرويوكي

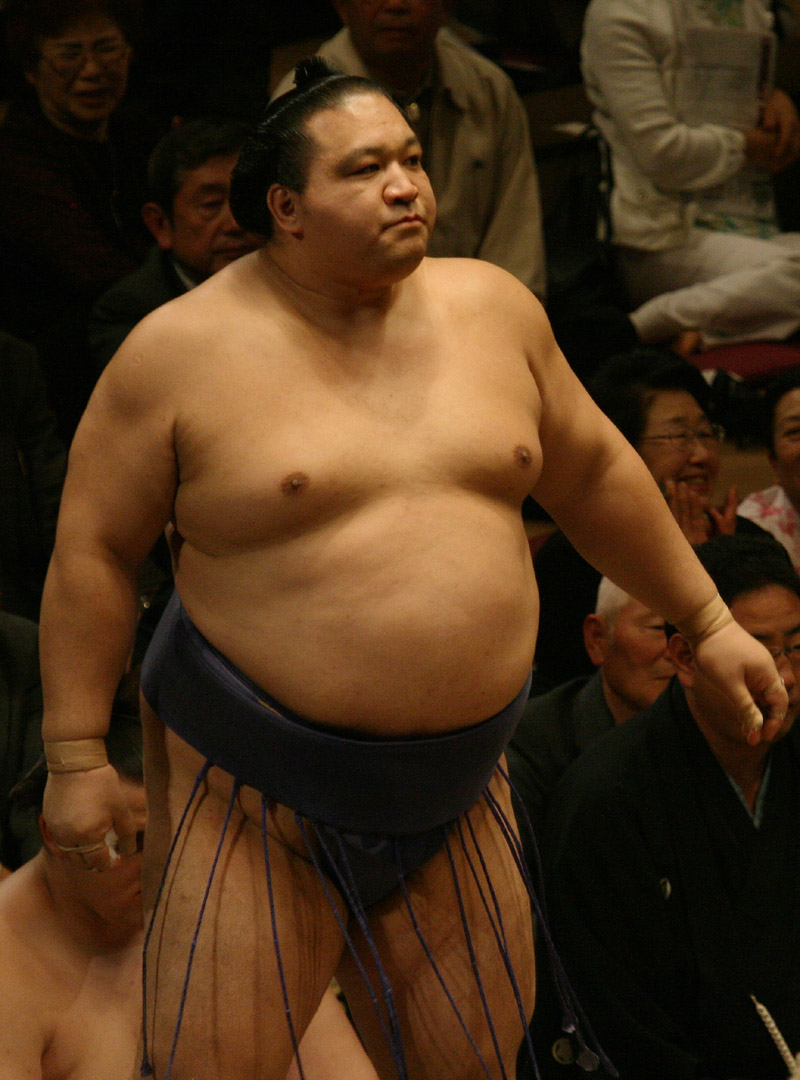
كايو هيروكي في مايو 2008.

كايو هيرويوكي (باليابانية: 魁皇 博之) من مواليد 24 يوليو 1972 هو مصارع سومو محترف سابق من نوغاتا، فوكوكا، اليابان. بدأ مسيرته عام 1988 ووصل إلى منافسة ماكوأوتشي (المنافسة الأعلى في رياضة السومو) عام 1993، وحمل لقب أوزيكي (ثاني أعلى ترتيب) لمدة أحد عشر عاما من عام 2000 حتى 2011 وبذلك يكون أطول من حمل هذا اللقب في تاريخ رياضة السومو من حيث عدد المنافسات التي خاضها. حصل على لقب البطولة لخمس مرات كان آخرها عام 2004، وحصل على المرتبة الثانية في أحد عشر منافسة، وحصل على المرتبة الثالثة في خمس عشرة منافسة. تقاعد كايو في 20 يوليو 2011 بعد وصوله لرقم قياسي في تاريخ رياضة السومو من حيث عدد مرات الفوز خلال مسيرته كمصارع والذي وصل إلى الفوز 1045 مرة.

## روابط خارجية
- كايو هيرويوكي على موقع الاتحاد الياباني للسومو (الإنجليزية)